# Campionati tedeschi di sci alpino 1990
Ai Campionati tedeschi di sci alpino 1990 furono assegnati i titoli di slalom gigante e slalom speciale, sia maschili sia femminili.

## Risultati

### Uomini

#### Slalom gigante
| Pos. | Atleta            | Nazione  |
| ---- | ----------------- | -------- |
| 1    | Tobias Barnerssoi | Germania |
| 2    | Armin Bittner     | Germania |
| 3    | Peter Namberger   | Germania |

#### Slalom speciale
| Pos. | Atleta          | Nazione  |
| ---- | --------------- | -------- |
| 1    | Armin Bittner   | Germania |
| 2    | Peter Roth      | Germania |
| 3    | Peter Namberger | Germania |

### Donne

#### Slalom gigante
| Pos. | Atleta       | Nazione  |
| ---- | ------------ | -------- |
| 1    | Katrin Stotz | Germania |
| 2    | Karin Dedler | Germania |
| 3    | Miriam Vogt  | Germania |

#### Slalom speciale
| Pos. | Atleta       | Nazione  |
| ---- | ------------ | -------- |
| 1    | Angela Drexl | Germania |
| 2    | Katrin Stotz | Germania |
| 3    | Helga Lazak  | Germania |